# یوکیئو هاشی
یوکیئو هاشی (انگلیسی: Yukio Hashi؛ زادهٔ ۳ مهٔ ۱۹۴۳) خواننده، بازیگر، و آهنگساز اهل ژاپن است.